# Ilimilku

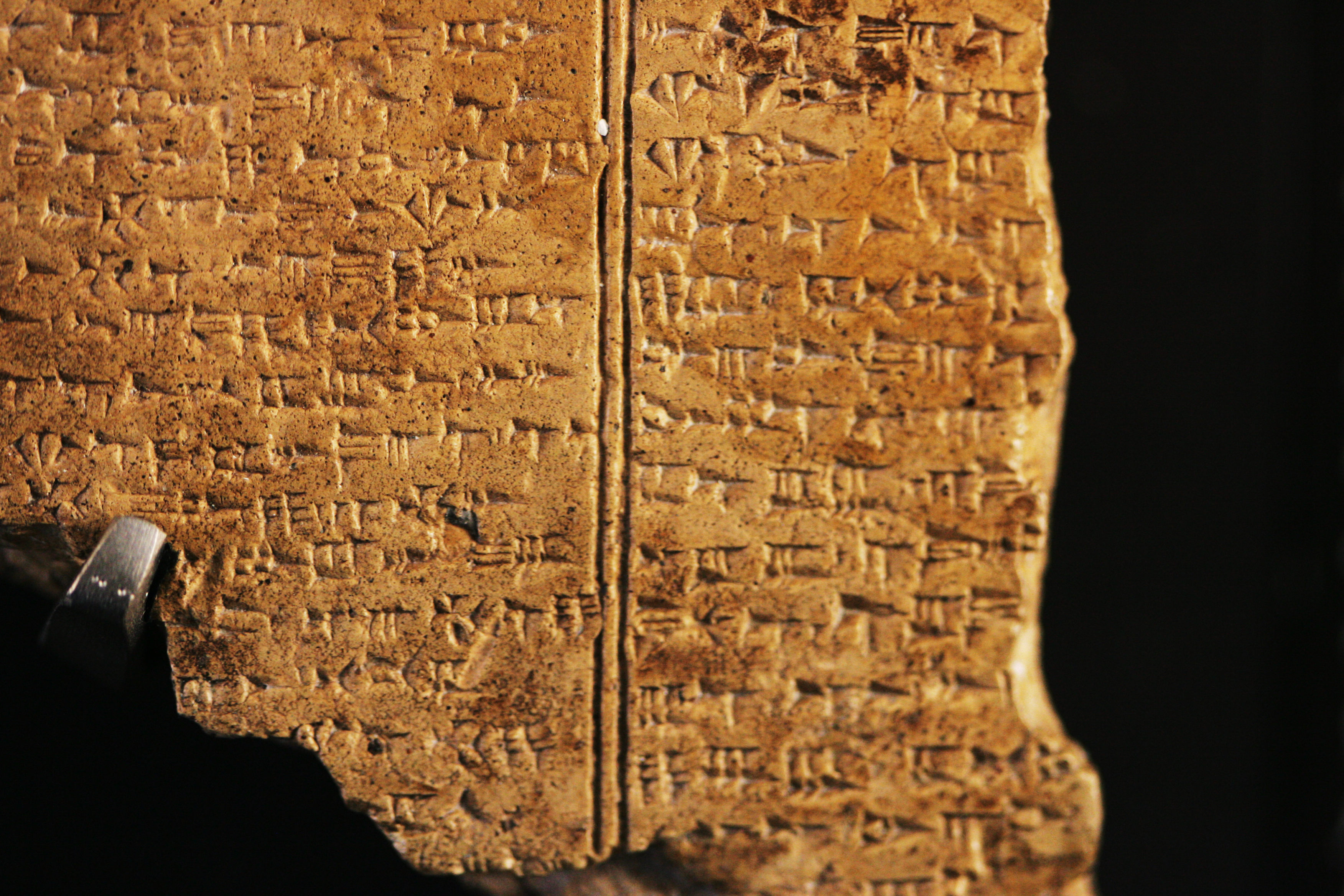
Ilimilkus Handschrift, Detail einer Tontafel aus dem Ba‘al-Zyklus (Louvre, Inv. Nr. AO16641+16642)

Ilimilku (bl. 1215 v. Chr.) war ein Schreiber und Exorzist, der im spätbronzezeitlichen Handelszentrum Ugarit (Ras Schamra) im Nordwesten des heutigen Staats Syrien lebte und literarische Werke in westsemitisch-ugaritischer Sprache verfasste. Er ist durch fünf eigenhändige Kolophone bekannt.

## Name
Der Name Ilimilku (𐎀𐎍𐎎𐎍𐎋 ʾlmlk) wird durch die keilalphabetische Schrift nicht genau wiedergegeben, so dass verschiedene Vokalisierungen und damit auch Interpretationen möglich sind:
1. ʾIlîmilku: Mein Gott ist Milku;
2. ʾIlimilku: Der Gott (des Kindes) ist Milku;
3. ʾIlumalku: (Die Gottheit) ʾIlu ist König.

## Biografie
Ausgangspunkt für die zeitliche Ansetzung der Tätigkeit Ilimilkus ist, dass er sich im Kolophon des Ba‘al-Zyklus als Exorzist im Dienst des Königs Niqmaddu von Ugarit bezeichnete. Bei der Erstpublikation identifizierte Charles Virolleaud diesen Herrscher mit Niqmaddu II., der etwa ein Vierteljahrhundert im späten 14. Jahrhundert über Ugarit regierte. Diese Datierung wurde aber unplausibel, als 1992 im Haus des Urtenu eine Tontafel mit einem Kolophon Ilimilkus entdeckt wurde. Urtenu war Zeitgenosse mehrerer bekannter Persönlichkeiten und kann daher sicher ins späte 13. Jahrhundert datiert werden. Zwar kann man argumentieren, dass eine von Ilimilku beschriebene Tontafel rund ein Jahrhundert aufbewahrt worden sein könnte, aber es ist plausibler, in Ilimilku einen Zeitgenossen Urtenus zu sehen. Dann wäre er ein Exorzist im Dienst Niqmaddu III. gewesen, und seine literarischen Werke wären in die Spätzeit von Ugarit zu datieren. Ein weiteres Argument für die Spätdatierung ist, dass die keilalphabetische Schrift erst im 13. Jahrhundert in Ugarit üblich wurde. Ilimilku beherrschte sie souverän. Hätte er im späten 14. Jahrhundert gelebt, als die Schrift noch neu war, so wäre eher eine experimentelle Verwendung zu erwarten.
Ilimilku war ein geübter Schreiber; er verwendete großformatige Tontafeln mit mehreren Kolumnen, die er mit seiner kleinen Handschrift eng füllte. Dies spricht dafür, dass er bewusst Werke verfasste, die in ihrem Layout mesopotamische Literatur imitieren. Dazu passt auch seine Verwendung von Kolophonen.
Ilimilku stand in direkter Beziehung zu den zwei führenden Personen der ugaritischen Gesellschaft: als Schüler des Hohepriesters Attanu und als Exorzist (ṯʾy) im Dienst des Königs Niqmaddu; letzteres kann auch Bezeichnung für ein Hofamt sein („Sekretär“), da Kult und Staat in Ugarit eng verbunden waren.
Marjo C. A. Korpel vertritt die These, dass Ilimilku zunächst das Kirta-Epos verfasste (KTU 1.14-16), dann den Ba‘al-Zyklus (KTU 1.1-6) und schließlich das Aqhatu-Epos (KTU 1.17-19). Sie argumentiert werkimmanent damit, dass es Parallelen zwischen Kirta-Epos und Ba‘al-Zyklus sowie zwischen Ba‘al-Zyklus und Aqhatu-Epos gibt, aber kaum zwischen Kirta-Epos und Aqhatu-Epos, die folglich als Frühwerk und Spätwerk des Autors anzusehen wären.